# Katja (pomme)

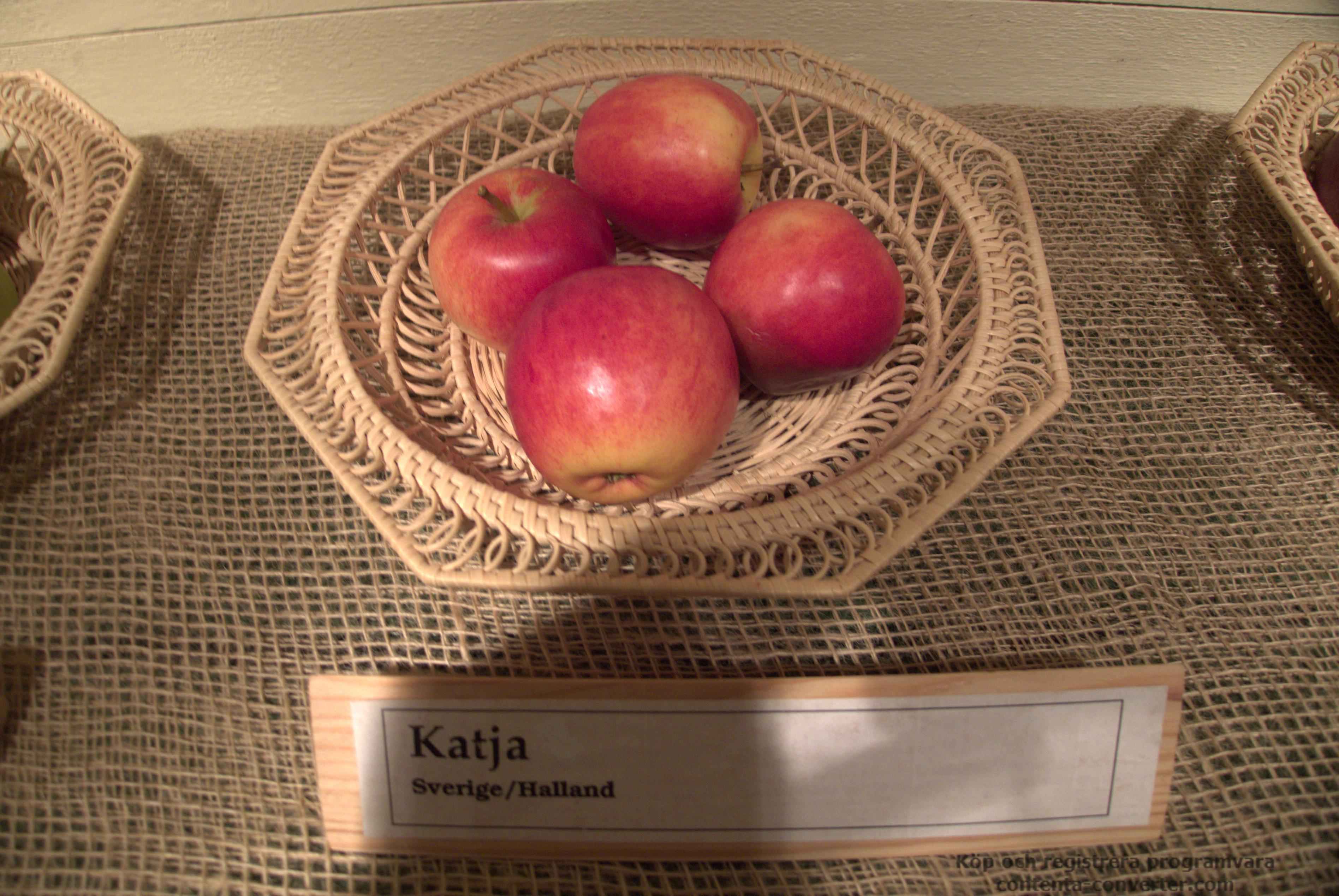
Katja, aussi connu sous le nom Katy

Katja, dit aussi Katy, est un cultivar de pommier domestique.

## Origine
Obtenu à Balsgärd en Suède en 1947 et distribué en 1996.

## Parenté
La pomme Katja résulte du croisement James Grieve × Worcester Pearmain.

## Pollinisation
- Variété diploide.
- Groupe de floraison: B.
- S-génotype: S5S24 [2].

## Culture
- Fructification: type spur[3].
- Vigueur du cultivar: forte.